# Shon Weissman
Shon Zalman David Weissman (Kiryat Haim, Haifa, 14 de febrero de 1996) es un futbolista israelí que juega como delantero en las filas del Granada C. F. de la Segunda División de España.

## Trayectoria

### España
El 31 de agosto de 2020 se hizo oficial su fichaje por el Real Valladolid C. F. de la Primera División de España firmando un contrato hasta 2024 y convirtiéndose en el fichaje más caro tras pagar 4 millones € el equipo pucelano. El 13 de septiembre debutó con el equipo español en un partido de liga ante la Real Sociedad entrando de cambio al minuto 80' por Waldo Rubio.
Dejó el conjunto vallisoletano en enero de 2023 después de ser cedido al Granada C. F. para lo que quedaba de temporada. El acuerdo incluía una opción de compra si se cumplían determinados objetivos. Se estrenó cinco días después en un partido de la Segunda División y tardó tres minutos en marcar su primer gol con el club nazarí.
El 1 de febrero de 2024, tras haber jugado seis partidos en el primer tramo del curso, fue prestado a la U. S. Salernitana 1919. Durante la temporada 2024-25 militó en el Granada C.F., si bien apenas jugó 1020 minutos en toda la temporada, marcando dos goles.
En el verano de 2025, su posible fichaje por el Fortuna Düsseldorf se frustró por la oposición de los aficionados de dicho equipo, que rechazaban los mensajes en redes sociales publicados por Weissman en los que pedía «lanzar 200 toneladas de bombas» para «borrar a Gaza del mapa», y en los que afirmaba que «no hay inocentes» en la Franja.

## Selección nacional

### Participaciones en selección nacional
| Torneo                        | Categoría | Sede    | Resultado    | Partidos | Goles |
| ----------------------------- | --------- | ------- | ------------ | -------- | ----- |
| Campeonato Europeo 2014       | Sub-19    | Hungría | Primera fase | 3        | 0     |
| Liga de Naciones UEFA 2020-21 | Absoluta  | UEFA    | Primera fase | 6        | 0     |
| Liga de Naciones UEFA 2022-23 | Absoluta  | UEFA    | Ascenso      | 4        | 2     |

## Estadísticas

### Clubes
Actualizado al último partido jugado el 21 de diciembre de 2024.
| Maccabi Haifa Israel | 1.ª           | 2013-14       | 10  | 0  | 1  | 0  | — | — | 11  | 0  | 0    |
| Maccabi Haifa Israel | 1.ª           | 2014-15       | 2   | 0  | 1  | 0  | — | — | 3   | 0  | 0    |
| Hapoel Acre Israel | 1.ª           | 2015-16       | 18  | 0  | 0  | 0  | — | — | 18  | 0  | 0    |
| Hapoel Acre Israel | Total club    | Total club    | 18  | 0  | 0  | 0  | 0 | 0 | 18  | 0  | 0    |
| Maccabi Netanya Israel | 2.ª           | 2016-17       | 21  | 12 | 1  | 0  | — | — | 22  | 12 | 0.55 |
| Maccabi Netanya Israel | Total club    | Total club    | 21  | 12 | 1  | 0  | 0 | 0 | 22  | 12 | 0.55 |
| Maccabi Haifa Israel | 1.ª           | 2017-18       | 1   | 0  | 3  | 0  | — | — | 4   | 0  | 0    |
| Hapoel Ironi Kiryat Israel                                                                                                  | 1.ª           | 2017-18       | 26  | 3  | 7  | 0  | — | — | 33  | 3  | 0.09 |
| Hapoel Ironi Kiryat Israel                                                                                                  | Total club    | Total club    | 26  | 3  | 7  | 0  | 0 | 0 | 33  | 3  | 0.09 |
| Maccabi Haifa Israel | 1.ª           | 2018-19       | 25  | 8  | 6  | 2  | — | — | 31  | 10 | 0.32 |
| Maccabi Haifa Israel | Total club    | Total club    | 38  | 8  | 11 | 2  | 0 | 0 | 49  | 10 | 0.2  |
| Wolfsberger AC · Austria | 1.ª           | 2019-20       | 31  | 30 | 3  | 5  | 6 | 2 | 40  | 37 | 0.93 |
| Wolfsberger AC · Austria | Total club    | Total club    | 31  | 30 | 3  | 5  | 6 | 2 | 40  | 37 | 0.93 |
| Real Valladolid C. F. · España                                                                                              | 1.ª           | 2020-21       | 32  | 6  | 2  | 1  | — | — | 34  | 7  | 0.21 |
| Real Valladolid C. F. · España                                                                                              | 2.ª           | 2021-22       | 38  | 20 | 3  | 1  | — | — | 41  | 21 | 0.51 |
| Real Valladolid C. F. · España                                                                                              | 1.ª           | 2022-23       | 15  | 1  | 2  | 1  | — | — | 17  | 2  | 0.12 |
| Real Valladolid C. F. · España                                                                                              | Total club    | Total club    | 85  | 27 | 7  | 3  | 0 | 0 | 92  | 30 | 0.33 |
| Granada C. F. · España | 2.ª           | 2022-23       | 13  | 1  | —  | —  | — | — | 13  | 1  | 0.08 |
| Granada C. F. · España | 1.ª           | 2023-24       | 5   | 0  | 1  | 1  | — | — | 6   | 1  | 0.17 |
| U. S. Salernitana 1919 · Italia                                                                                             | 1.ª           | 2023-24       | 11  | 1  | —  | —  | — | — | 11  | 1  | 0.09 |
| U. S. Salernitana 1919 · Italia                                                                                             | Total club    | Total club    | 11  | 1  | 0  | 0  | 0 | 0 | 11  | 1  | 0.09 |
| Granada C. F. · España | 2.ª           | 2024-25       | 18  | 2  | 2  | 2  | — | — | 20  | 4  | 0.2  |
| Granada C. F. · España | Total club    | Total club    | 36  | 3  | 3  | 3  | 0 | 0 | 39  | 6  | 0.15 |
| Total carrera | Total carrera | Total carrera | 266 | 84 | 32 | 13 | 6 | 2 | 304 | 99 | 0.33 |
| (1) Incluye datos de Copa Toto, Copa de Israel, Copa de Austria y Copa del Rey. (2) No incluye goles en partidos amistosos. |               |               |     |    |    |    |   |   |     |    |      |

### Hat-tricks
| 1 | 17 de agosto de 2019     | Lavanttal-Arena, Carintia | Wolfsberger AC - SV Mattersburgo | Gol · Gol · Gol · Gol | 5-0 | Bundesliga      |
| 2 | 25 de septiembre de 2019 | ATSV Arena, Carintia      | Wolfsberger AC - ATSV Wolfsberg  | Gol · Gol · Gol       | 6-0 | Copa de Austria |

### Selección nacional
Actualizado al último partido jugado el 21 de noviembre de 2023.
| Selección       | Año   | Eliminatorias | Eliminatorias | Eliminatorias | Continental(1) | Continental(1) | Continental(1) | Mundial(2) | Mundial(2) | Mundial(2) | Amistosos | Amistosos | Amistosos | Total | Total | Total  | Media goleadora |
| Selección       | Año   | Part.         | Goles         | Asist.        | Part.          | Goles          | Asist.         | Part.      | Goles      | Asist.     | Part.     | Goles     | Asist.    | Part. | Goles | Asist. | Media goleadora |
| --------------- | ----- | ------------- | ------------- | ------------- | -------------- | -------------- | -------------- | ---------- | ---------- | ---------- | --------- | --------- | --------- | ----- | ----- | ------ | --------------- |
| Absoluta Israel | 2019  | —             | —             | —             | 4              | 0              | 0              | —          | —          | —          | —         | —         | —         | 4     | 0     | 0      | 0               |
| Absoluta Israel | 2020  | —             | —             | —             | 7              | 0              | 0              | —          | —          | —          | —         | —         | —         | 7     | 0     | 0      | 0               |
| Absoluta Israel | 2021  | 9             | 2             | 0             | —              | —              | —              | —          | —          | —          | —         | —         | —         | 9     | 2     | 0      | 0.22            |
| Absoluta Israel | 2022  | —             | —             | —             | 4              | 2              | 0              | —          | —          | —          | 1         | 0         | 0         | 5     | 2     | 0      | 0.20            |
| Absoluta Israel | 2023  | —             | —             | —             | 8              | 2              | 0              | —          | —          | —          | —         | —         | —         | 8     | 2     | 0      | 0.25            |
| Absoluta Israel | Total | 9             | 2             | 0             | 23             | 4              | 0              | 0          | 0          | 0          | 1         | 0         | 0         | 33    | 6     | 0      | 0.18            |
| Total           | Total | 9             | 2             | 0             | 23             | 4              | 0              | 0          | 0          | 0          | 1         | 0         | 0         | 33    | 6     | 0      | 0.18            |

## Palmarés

### Títulos nacionales
| Título      | Club                  | País   | Año  |
| ----------- | --------------------- | ------ | ---- |
| Liga Leumit | Maccabi Netanya F. C. | Israel | 2017 |

### Distinciones individuales
| Distinción                                      | Año     |
| ----------------------------------------------- | ------- |
| Goleador de la Bundesliga de Austria (30 goles) | 2019-20 |